# Rudolf Loman
Rudolf Johannes Loman (Amsterdam, 14 oktober 1861 – Den Haag, 5 november 1932) was een Nederlandse organist en schaker. Daarnaast was hij ook pentekenaar.

## Familie
Hij was het tweede kind van de theoloog Abraham Dirk Loman en diens tweede vrouw Ida Augusta Kerkhoven, dan wonende aan de Rozengracht. Broer Abraham Dirk en zus Cato Loman waren ook musicus. Rudolf Loman trouwde drie maal. Hij trouwde op 26 augustus 1887 in Haarlem met schrijfster en vertaalster Gonne van Uildriks. Vanaf 1897 leefden ze gescheiden van elkaar, en in 1907 werd het huwelijk ontbonden. Zoon Rudolf (1888-1956) was hoofdingenieur bij Rijkswaterstaat. Vervolgens trouwde hij in december 1907 in Londen met Edith Johanna Louise Elischer (geboren te Leipzig, 1883 en via pianiste Anna Charlotte Verhulst kleindochter van Johannes Verhulst), van wie hij in 1916 weer scheidde om vlak daarna te hertrouwen met Emma Paulina van der Schaaff (1883-1960). Hij overleed na een operatie aan een maagzweer in een ziekenhuis in Den Haag. Hij werd begraven op Oud Eik en Duinen

## Muziek
Hij kreeg zijn eerste muziekopleiding van zijn vader en toonde zich op dertienjarige leeftijd dusdanig getalenteerd dat hij concerten kon geven in de Lutherse Kerk in Amsterdam. Op vijftienjarige leeftijd trok hij naar Leipzig om er te studeren aan het Conservatorium aldaar.
Van daaruit trok hij naar Keulen om er te gaan studeren aan het Conservatorium Keulen bij docenten als Samuel de Lange jr. (orgel, contrapunt), James Kwast (piano) en Ferdinand Hiller (compositieleer). In najaar 1883 trok hij naar Londen en werd in 1885 benoemd tot organist van de Nederlandse Kerk in Austin Friars. Hij gaf er ook muzieklessen en recitals in de fameuze Steinway Hall in London. In 1910 vierde hij daar zijn 25-jarig jubileum als organist. Ondertussen gaf hij pianoconcerten in Nederland en Frankrijk. In 1908 maakte hij een kunstreis door Nederland waarbij alle grote steden werden aangedaan. Hij werd daarin begeleid door echtgenote en zangeres Edith Elischer. Hij schreef ook een aantal onbekend gebleven werken zoals 25 Koraalspelen voor orgel uitgegeven bij Lichtenauer. Op later leeftijd was hij directeur en docent bij muziekschool Musica in Den Haag.

## Schaakspel
Al in zijn periode in Leipzig leerde hij het schaakspel kennen. In Keulen maakte hij kennis met schaakspelers als Kockelkorn, Wemmers, en Leffmann. Zijn speelsterkte nam snel toe en toen hij terugkeerde in Nederland was hij sterk genoeg om het op te nemen tegen de beste Nederlandse schaakmeesters. In de jaren tachtig van de 19e eeuw werd Loman erelid van het Groninger Schaakgezelschap Staunton. In 1890 won hij het toernooi The first City of London. In 1922 speelde hij in Londen een match tegen Edgar Colle die hij verloor. Hij won een partij, verloor er twee, en twee partijen eindigden in remise. Loman was vaak in Nederland en in 1888 werd hij, onofficieel, Nederlands schaakkampioen, een feit dat hij in de jaren negentig ettelijke keren herhaalde. De eerste en laatste keer dat hij officieel Nederlands kampioen werd was in 1912. Vanaf oktober 1890 was hij enige tijd redacteur van de schaakrubriek in het weekblad De Amsterdammer.
- International Standard Name Identifier: 0000 0003 8802 5773
- Nederlandse Thesaurus van Auteursnamen: 160776961
- Virtual International Authority File: 281151754
- WorldCat: E39PBJcKG7XGcfddgpr764TvHC